# Lasy Murckowskie
Lasy Murckowskie – rozległy kompleks leśny położony na terenie Katowic, Tychów i Mysłowic (wraz z enklawą Zapole ok. 90 km²). Przez wiele stuleci Lasy Murckowskie należały do dóbr pszczyńskich, tworząc tak zwane Górne Lasy Pszczyńskie, w odróżnieniu od Dolnych Lasów Pszczyńskich (dzisiejsze Lasy Pszczyńskie i Lasy Kobiórskie). Obecną nazwę zawdzięczają znajdującej się niegdyś w samym ich centrum osadzie przemysłowej, a w XIX w. także enklawie wypoczynkowej – dzisiejszej dzielnicy Katowic o nazwie Murcki.
Lasy Murckowskie zarządzane są przez Nadleśnictwo Katowice. Ich teren należy do leśnictw: Murcki, Wesoła, Ochojec, Czułów, Lędziny i Podlesie.

## Historia
Pierwsze, legendarne wzmianki dotyczące osadnictwa na terenie Lasów Murckowskich dotyczą osady leśnej zwanej Siągarnią, której wiek sięgać może 1000 lat, a także pobliskiej Czarnej Studni oraz Czarnej Drogi. Historyczne mieczyska (rewiry) w dzisiejszych Lasach Murckowskich oznaczone są już na słynnej mapie dóbr pszczyńskich autorstwa Andreasa Hindenberga z 1636 r. W XVII wieku, gdy właścicielami tej ziemi byli władcy Wolnego Państwa Pszczyna, rozpoczęto budowę kopalni oraz osady o nazwie Osieki (Osseko). Osada powoli rozrastała się tworząc obecną dzielnicę Katowic – Murcki. Obecnie w Lasach Murckowskich istnieje także założone w XIX w. gospodarstwo leśne oraz trutowisko Hamerla Śląskiego Związku Pszczelarzy. Natomiast na Siągarni znajduje się jedna z niewielu na Górnym Śląsku hodowla winorośli, na południowych stokach Wzgórza Wandy (dawniej Białobrzeska Góra, później Wzgórze Erdmanna).

## Przyroda
Lasy Murckowskie można podzielić na część północną i południową. Północna część lasów położona jest w zasięgu Wyżyny Katowickiej oraz Płaskowyżu Murcek, tworząc urozmaicony krajobrazowo teren z licznymi wzniesieniami (Wzgórze Wandy – historyczna Białobrzeska Góra jest najwyższym punktem Katowic licząc 352 m n.p.m.). Fragment Lasów Murckowskich w obrębie rezerwatu przyrody Las Murckowski oraz doliny Miodawy (obecnie Rów Murckowski) tworzy las mieszany o cechach naturalnych, najbardziej zbliżony do dawnej Puszczy Śląskiej, porośnięty głównie ponad stuletnią kwaśną buczyną niżową z licznymi egzemplarzami pomnikowymi. Jednym z najcenniejszych obszarów na północy Lasów Murckowskich jest rezerwat florystyczny Ochojec, leżący w dolinie Ślepiotki – miejsce najobfitszego występowania na europejskim niżu reliktowej rośliny górskiej oraz glacjalnej – liczydła górskiego Interesujące od strony przyrodniczej i krajobrazowej są także wysiękowe źródła rzeki Kłodnicy chronione w ramach zespołu przyrodniczo-krajobrazowego Źródła Kłodnicy.
Część południowa, bardziej odludna, położona jest nawet do 100 m niżej i stanowi płaski teren graniczny Wyżyny Katowickiej oraz Równiny Pszczyńskiej z licznymi śródleśnymi łąkami tworzącymi płaty murszowisk, torfowisk niskich, młak oraz bardzo cenne torfowisko wysokie Płone Bagno, a także fragmenty torfowiska w rejonie przesychających mokradeł Nowy Kielec. Drzewostan stanowią tutaj lasy mieszane z przewagą sosny oraz domieszką brzozy, dębu, buka, świerka, modrzewia oraz sosny wejmutki i innych gatunków. Istnieje kilka fragmentów cennego boru bagiennego, a także wzniesienie Kamienna Góra – były kamieniołom wapienia, a obecnie miejsce licznego występowania wawrzynka wilczełyko oraz pokrzyku wilcza jagoda.

### Żubry murckowskie
Początkiem hodowli żubrów w 1865 roku w lasach pszczyńskich była wymiana dwudziestu jeleni schwytanych w lasach pszczyńskich na cztery żubry białowieskie (jednego byka i trzy krowy), dokonana pomiędzy Janem Henrykiem XI Hochbergiem i carem rosyjskim Aleksandrem II. Niewiele współczesnych publikacji podaje fakt, że żubry dostarczono transportem kolejowym do stacji towarowej kopalni Emanuelssegen (taka była także nazwa ówczesnej osady Murcki). Stąd przewieziono je do leśnictwa Wygorzele i umieszczono w zagrodzie o powierzchni 2 ha, gdzie karmiono je owsem i sianem. Aby poprawić warunki hodowli rok później zwierzęta zostały przeniesione do ogrodzonego zwierzyńca „Oberfosten” o powierzchni 600 ha. Około roku 1891 hodowlę przeniesiono do zwierzyńca „Niederforsten” w nadleśnictwie Pszczyna, gdzie w półwolnej hodowli o niekontrolowanej reprodukcji żubry mogły się swobodnie poruszać na obszarze ponad 11000 ha lasów położonych między Jankowicami a Cielmicami. Warto jednak pamiętać, że żubry pszczyńskie były przez pierwszy okres pobytu na Ziemi Pszczyńskiej żubrami murckowskimi, przebywając w Lasach Murckowskich.

### Części lasu
Ze względu na uwarunkowania przyrodnicze i historyczne z Lasów Murckowskich można wydzielić następujące ich części:
- Czarna Studnia
- Golanowiec
- Graniczniak
- Grobek
- Hubertus
- Kabula
- Kruszowiec
- Lipy
- Miodawa
- Ogoniok
- Polanki
- Stary Kielec
- Sucha Łąka
- Żok

#### Porównanie
| Nazwa          | Współrzędne           | Leśnictwo | Drzewostan              |
| -------------- | --------------------- | --------- | ----------------------- |
| Czarna Studnia | 50°10′58″N 19°02′21″E | Murcki    | dąb, sosna              |
| Golanowiec     | 50°09′24″N 19°06′19″E | Lędziny   | sosna                   |
| Graniczniak    | 50°08′32″N 19°02′54″E | Czułów    | sosna                   |
| Grobek         | 50°10′47″N 19°03′15″E | Murcki    | brzoza, olcha, sosna    |
| Hubertus       | 50°11′18″N 19°04′35″E | Murcki    | buk, brzoza, sosna      |
| Kabula         | 50°08′44″N 19°04′50″E | Lędziny   | sosna                   |
| Kruszowiec     | 50°09′04″N 19°03′23″E | Czułów    | sosna                   |
| Lipy           | 50°11′11″N 19°03′59″E | Murcki    | buk, sosna              |
| Miodawa        | 50°10′23″N 19°01′42″E | Murcki    | dąb, sosna              |
| Ogoniok        | 50°09′16″N 18°58′50″E | Podlesie  | buk, dąb, sosna, świerk |
| Polanki        | 50°10′48″N 19°04′08″E | Murcki    | buk, sosna              |
| Stary Kielec   | 50°09′51″N 19°01′44″E | Czułów    | sosna                   |
| Sucha Łąka     | 50°11′37″N 19°04′23″E | Murcki    | brzoza, sosna           |
| Żok            | 50°07′59″N 19°04′23″E | Lędziny   | sosna                   |

### Łąki
W południowej części Lasów Murckowskich licznie występują tereny podmokłe i bagna co stwarza dogodne warunki do powstawania łąk. Główne łąki w tym obszarze skupiają się nad Mleczną i Pstrążnikiem. Łąki te stanowią obszary niezwykle cenne przyrodniczo i krajobrazowo. Łąki te noszą nazwy:
- Łanie Łąki
- Łąki Biegunowe
- Łąki Mikołowskie
- Łąki Nowe
- Marcinki Małe
- Morcinki Duże
- Morcinki Małe
- Potliczka
- Pokutnik
- Sobczyki Duże
- Sobczyki Małe
- Wiciówki

### Wody

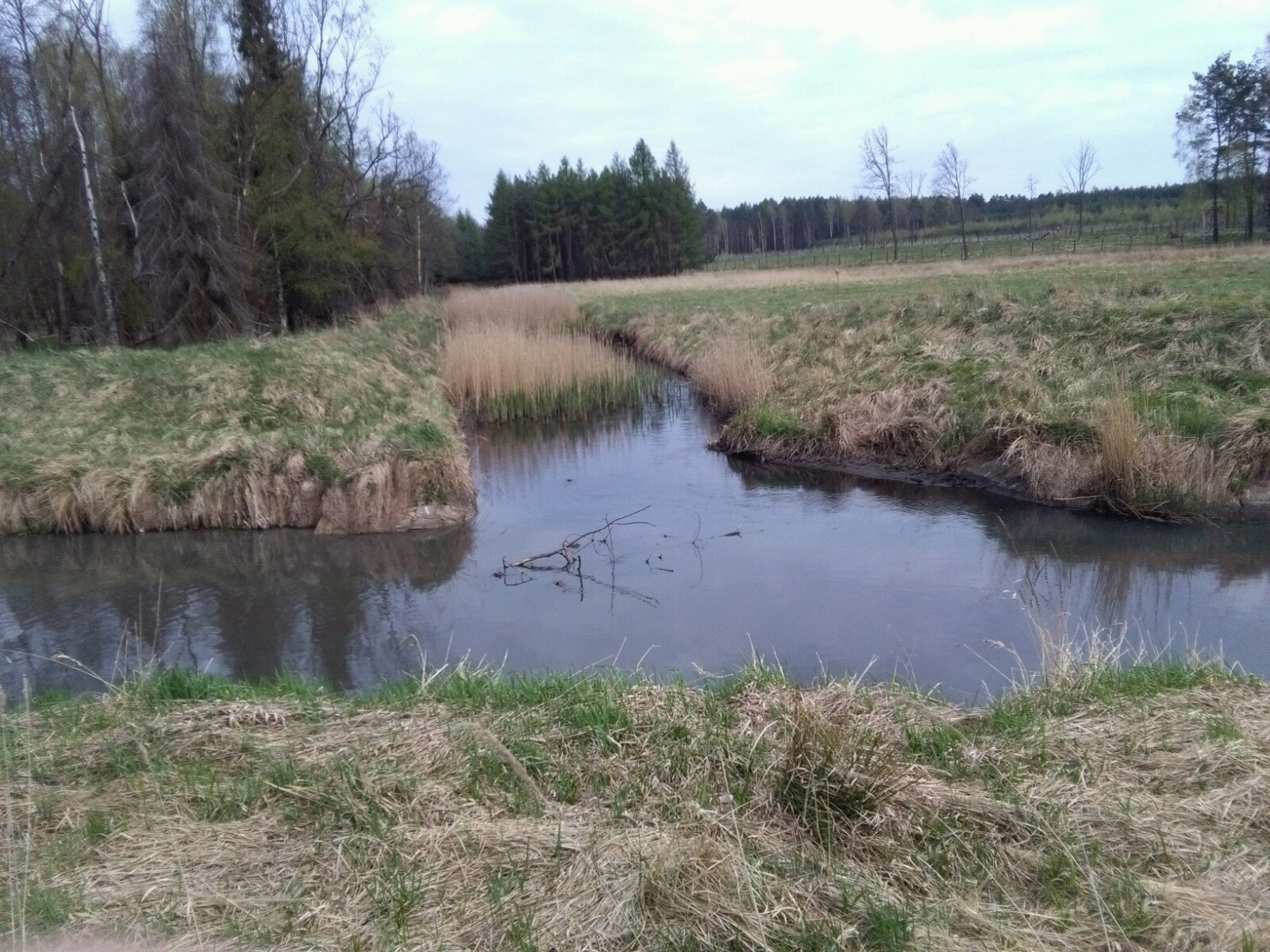
Ujście potoku Pstrążnik do rzeki Mlecznej

Lasy Murckowskie leżą na dziale wodnym głównych rzek Polski: Wisły i Odry. Do dorzecza Wisły należą: Mleczna (dawna Dupina), Rów Murckowski (dawna Miodawa), Pstążnik (dawna Bletnica), Przyrwa (Ławecki Potok), Mąkołowiec, Bolina i Leśny Potok (jedyny dopływ Rawy wypływający z Lasów Murckowskich). Do dorzecza Odry należy przede wszystkim największa rzeka wypływająca z Lasów Murckowskich – Kłodnica, będąca liczącym 75 km prawym dopływem Odry oraz jej dopływ Ślepiotka. Na terenie Lasów Murckowskich znajdują się także stawy, będące sztucznymi zbiornikami powstałymi po eksploatacji piasku lub zatopiskami powstałymi w wyniku osiadania terenu na skutek szkód górniczych. Największe to Wesoła Fala, stawy: Barbara i Janina oraz staw Górnik na Giszowcu, staw koło Hamerli, stawy: Żabiok i Głęboki koło Murcek, staw na Dolince Murckowskiej, staw na ośrodku Bolina, Nowy Kielec oraz staw na uroczysku „Dupina”. Na skraju Lasów Murckowskich, niedaleko od centrum Katowic znajduje się trzeci co do wielkości park w Polsce – Katowicki Park Leśny, tworzący z Doliną Trzech Stawów podmiejską strefę rekreacyjną. Wzdłuż cieków w południowych rejonach Lasów Murckowskich ciągną się podmokłe, półnaturalne łąki: Sobczyki Duże, Łąki Nowe, Morcinki Małe, Kruszowiec, Pokutnik, Łanie Łąki, a także torfowiska w rejonie Płonego Bagna i Nowego Kielca.

### Ochrona przyrody
Na terenie Lasów Murckowskich występują następujące formy ochrony przyrody:
- pomnik przyrody dąb Tadeusz
- rezerwat przyrody Las Murckowski
- rezerwat przyrody „Ochojec”
- użytek ekologiczny „Płone Bagno”
- zespół przyrodniczo-krajobrazowy „Źródła Kłodnicy”

## Turystyka
Przez tereny Lasów Murckowskich przebiega 7 tras rowerowych oraz 10 szlaków pieszych tworzących sieć o długości ponad 200 km. Na terenie lasów oraz częściowo na terenie przylegających do lasów osad tworzących dzielnice Katowic znajduje się kilka ścieżek krajoznawczo-dydaktycznych. Na terenie lasów znajdują się także dwa biwaki leśne: w okolicy Murcek oraz Kostuchny. Nad stawami Przez Lasy Murckowskie przebiegają między innymi:
- Szlak Dolinki Murckowskiej
- Szlak Dwudziestopięciolecia PTTK
- Szlak Krawędziowy GOP
- Szlak im. Mariana Kantora-Mirskiego
- Szlak Ochojski
- Katowicki Szlak Spacerowy
- Szlak Hołdunowski
- Szlak Wesołej Fali
- Szlak Historii Górnictwa Górnośląskiego